# Inoffizielle Ringer-Europameisterschaften 1903
Die in heutiger Wertung Inoffiziellen Ringer-Europameisterschaften 1903 fanden am 8. Februar 1903 in Rotterdam statt. Die Ringer wurden nicht in Gewichtsklassen unterteilt. Gerungen wurde im damals üblichen griechisch-römischen Stil. Das Turnier gewann der Böhme Gustav Frištenský, der im Finale den Titelverteidiger Hans-Heinrich Egeberg aus Dänemark schulterte.

## Ergebnisse
| Platz | Land            | Sportler                 |
| ----- | --------------- | ------------------------ |
| 1     | Böhmen          | Gustav Frištenský        |
| 2     | Dänemark        | Hans-Heinrich Egeberg    |
| 3     | Belgien         | Joseph Plombe            |
| 4     | Belgien         | Philipp de Haas (Ringer) |
| 5     | Deutsches Reich | Otto Grandpaier          |
| 6     | Deutsches Reich | Karl Hoch                |